# Adam Hanuszkiewicz
Adam Stanisław Hanuszkiewicz (sinh ngày 16 tháng 6 năm 1924 tại Lviv - mất ngày 4 tháng 12 năm 2011 tại Warsaw) là một diễn viên và đạo diễn sân khấu người Ba Lan.

## Tiểu sử
Adam Hanuszkiewicz diễn xuất trên sân khấu của nhiều nơi, bao gồm Nhà hát Dolnośląski ở Jelenia Góra, Nhà hát Kịch ở Kraków, Nhà hát Rozmaitości ở Warsaw, Nhà hát Kịch ở Poznań, và Nhà hát Polski ở Warsaw. Ngoài ra, ông cũng được khán giả biết đến qua sự tham gia trong một số bộ phim như Zuzanna i chlopcy (1961) trong vai Marek Brenert, hay Listy milosne (2001) trong vai Stanislaw.
Adam Hanuszkiewicz còn là đạo diễn kiêm chỉ đạo nghệ thuật của nhiều nhà hát ở Warsaw, chẳng hạn như: Nhà hát Powszechny (1956-1968), Nhà hát Quốc gia (1968-1981) và Nhà hát Nowy (1989-2007).
Với những cống hiến nổi bật cho văn hóa và lĩnh vực nghệ thuật, Adam Hanuszkiewicz được trao tặng những biểu tượng danh giá của Ba Lan là Huân chương Polonia Restituta (1996 và 2002), Huy chương vàng Huy chương Công trạng về văn hóa - Gloria Artis (2005), và nhiều huy chương khác.

## Thành tích nghệ thuật
| Năm  | Tựa đề                 | Vai diễn      | Chú thích        |
| ---- | ---------------------- | ------------- | ---------------- |
| 1949 | Za wami pójda inni...  | Wladek        |                  |
| 1961 | Czas przeszly          | Fram          |                  |
| 1961 | Zuzanna i chlopcy      | Marek Brenert |                  |
| 1981 | Rece do góry           | Romeo         |                  |
| 2001 | Przedwiosnie           | Storzan       |                  |
| 2001 | Marzenia do spelnienia | Adam Winter   | phim truyền hình |
| 2001 | Listy milosne          | Stanislaw     |                  |
| 2002 | Przedwiosnie           | Storzan       | phim truyền hình |

| Năm  | Tựa đề                         | Nhà hát                     |
| ---- | ------------------------------ | --------------------------- |
| 1963 | Wesele Wyspiańskiego           | Nhà hát Powszechny ở Warsaw |
| 1964 | Zbrodnia i kara Dostojewskiego | Nhà hát Powszechny ở Warsaw |
| 1967 | Fantazy Juliusza Słowackiego   | Nhà hát Powszechny ở Warsaw |
| 1969 | Nie-Boska komedia Krasińskiego | Nhà hát Quốc gia ở Warsaw   |
| 1971 | Beniowski Słowackiego          | Nhà hát Quốc gia ở Warsaw   |
| 1972 | Proces Franza Kafki            | Nhà hát Quốc gia ở Warsaw   |